# تیلمانوا
تیلمانوا (به لاتین: Tylmanowa) یک منطقهٔ مسکونی در لهستان است که در Gmina Ochotnica Dolna واقع شده‌است.

## خصوصیات
تیلمانوا ۲٬۶۰۰ نفر جمعیت دارد.